# كرور (لعبة)
كرور هي لعبة منقلة تقليدية يمارسها السكان الصحراويون في الصحراء الغربية، حول حدود نيجيريا وموريتانيا، في جنوب المغرب، في الجزائر، في شمال السنغال، في مالي وفي النيجر.